# Michał Modzelewski
Michał Jan Wincenty Modzelewski herbu Trzywdar (ur. 28 września 1804 r. w Warszawie, zm. 6 maja 1883 r. w Gorlicach) – powstaniec listopadowy i styczniowy, działacz niepodległościowy, tłumacz, pamiętnikarz.

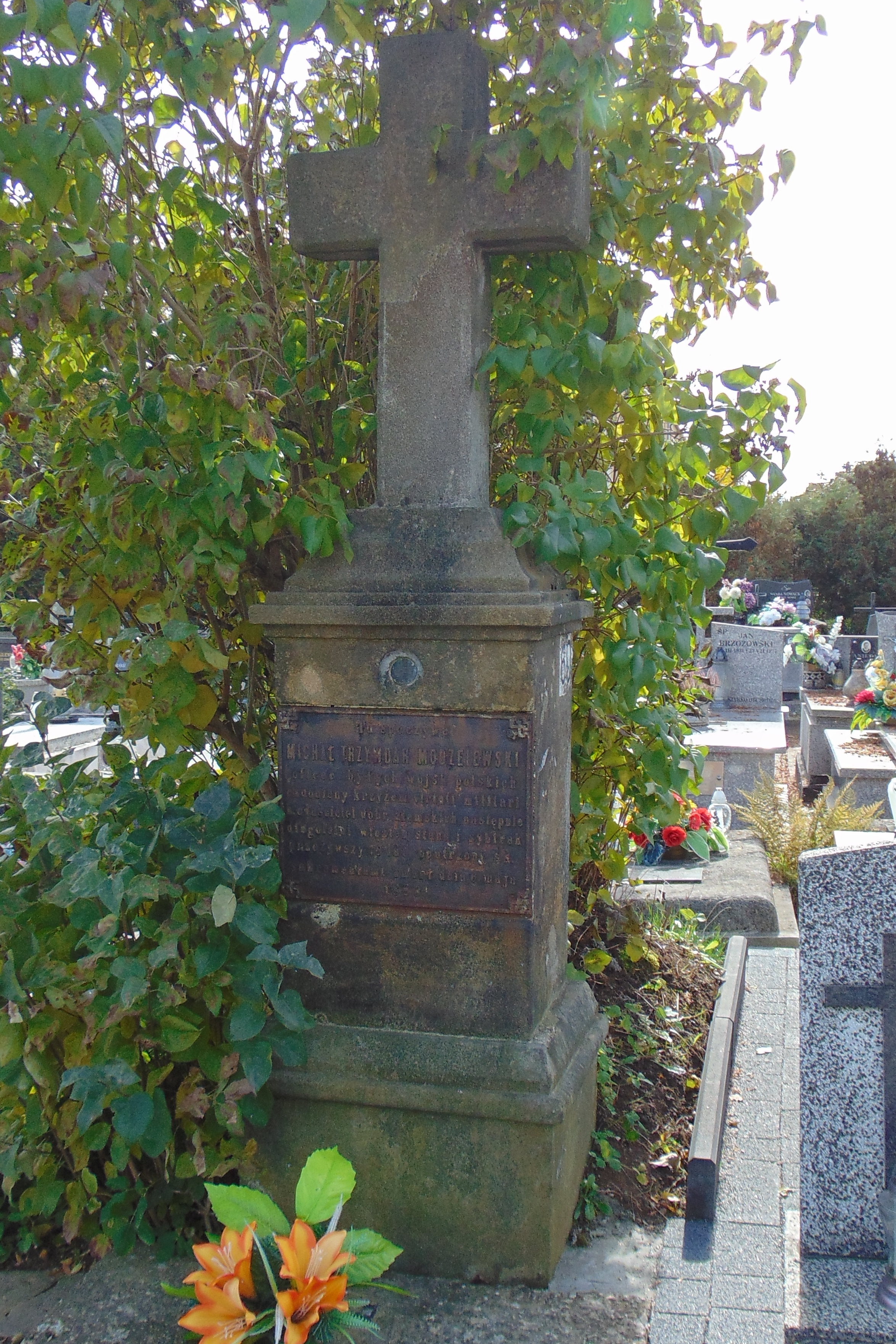
Michał Modzelewski, grobowiec w Gorlicach

## Rodzina
Jego rodzicami byli Salomea Dembińska h. Nieczuja oraz Wincenty Modzelewski, właściciel dóbr ziemskich w Bieniędzicach w obwodzie radomskim, ówczesnym województwie sandomierskim. Ziemie te weszły w posiadanie rodziny w połowie XVIII w., gdy Leon Modzelewski ożeniony z Wiktorią Bieniecką nabył je od rodu Kochanowskich. Wincenty Modzelewski, urzędnik Departamentu Interesów Cudzoziemskich Rady Nieustającej, elektor na sejm konwokacyjny z 1764 roku z ziemi czerskiej, w 1783 roku był szambelanem króla Stanisława Augusta Poniatowskiego. Rok wcześniej przystąpił do konfederacji targowickiej województwa sandomierskiego. Odznaczony orderem Świętego Stanisława. Był kawalerem maltańskim, sekretarzem hr. Adama Ponińskiego, działaczem na rzecz zwrotu Zakonowi Maltańskiemu posiadanego w Królestwie Polskim Wielkiego Przeoratu.

## Życiorys
Michał Modzelewski był wychowankiem konwiktu pijarskiego na Żoliborzu. Ze względu na wysoką pozycję polityczną i społeczną swego ojca, należał on w stolicy do uczniów uprzywilejowanych i otaczanych specjalną opieką zarówno przez nauczycieli, jak i warszawskich notabli. Dowodem na to jest skierowany do niego wiersz pełen najlepszych rad napisany przez okolicznościowego rymotwórcę Marcina Molskiego. W 1822 r., po ukończeniu szkoły średniej zapisał się na Wydział Prawa i Administracji Uniwersytetu Warszawskiego i był jego słuchaczem przez cztery lata. Od 5 sierpnia 1825 r. do wybuchu powstania listopadowego pracował na stanowisku adiunkta honorowego w biurze Rady Stanu Królestwa Polskiego. Na wieść o wybuchu powstania, rozpoczętego przez warszawskich podchorążych wstąpił do wojska. 11 grudnia 1830 r. mianowano go podporucznikiem w sztabie regimentarza na lewym brzegu Wisły i natychmiast odesłano go do sztabu dowódcy Gwardii Ruchomej Województwa Sandomierskiego. Do stycznia 1831 r. pełnił tam obowiązki zastępcy szefa sztabu. Od maja 1831 r. brał udział w walkach powstańczych m.in. w bitwie pod Ostrołęką, jako adiutant polowy gen. Henryka Kamieńskiego, dowódcy piątej dywizji. Za zasługi i okazane męstwo został dwukrotnie przedstawiony do odznaczenia krzyżem Virtuti Militari, których nigdy jednak nie otrzymał.
Po klęsce powstania osiadł w odziedziczonym po ojcu majątku ziemskim w Bieniędzicach w Radomskiem i ożenił się z Euzebią Zborowską. Swoją małżonkę Modzelewski poznał w 1829 r. w Hotelu Rosyjskim w Krakowie. Ślub odbył się 21 lutego 1832 r. w Kościele Mariackim, nabożeństwo poprowadził kanonik Ludwik Łętowski, późniejszy biskup krakowski. Z małżeństwa Michała i Euzebii Modzelewskich na świat przyszło troje dzieci – córka Antonina oraz synowie Gustaw i Zygmunt.
W marcu 1848 r. weteran powstania listopadowego został wprowadzony przez Cypriana Wąsowicza do „Organizacji 1848 roku” Henryka Krajewskiego. Niedługo potem przez nadwiślański kraj przeszła fala aresztowań, która nie ominęła również Michała Modzelewskiego. Zatrzymania były skutkiem zdrady jednego z konspiratorów Romualda Świerzbińskiego. Dzięki jego zeznaniom aresztowano ponad pięćdziesięciu tajnych działaczy. W marcu 1851 r. Modzelewskiego osadzono w izolatce Cytadeli Warszawskiej i trzymano go w odosobnieniu przez cztery lata. We wniosku komisji śledczej z dnia 24.07.1851 r. skierowanym do namiestnika Królestwa Polskiego, Iwana Paskiewicza zaproponowano, by Modzelewski, bez utraty praw stanu, został wcielony do rosyjskiego Korpusu Orenburskiego, feldmarszałek jednak odrzucił ten wniosek. Następnie skazany został na kolejne 15 lat ciężkich robót w twierdzy dyneburskiej. 
Wyrok ten został jednak zmniejszony na czteroletnie zesłanie na Syberię. Modzelewski trafił do Tiumeni w guberni tobolskiej. Na skutek amnestii został zwolniony i w lipcu 1858 roku wrócił do kraju. W latach 1860–1861 był członkiem Towarzystwa Rolniczego w okręgu radomskim.
Po wybuchu powstania styczniowego w 1863 roku Michał Modzelewski ponownie znalazł się w szeregach bojowników o niepodległość Polski. Rząd mianował go początkowo komisarzem województwa sandomierskiego, a niedługo potem naczelnikiem cywilnym tegoż województwa. Po klęsce powstania został natychmiast aresztowany i został ponownie wpisany na listę zesłańców syberyjskich. Jednak tuż przed odjazdem kibitek na wschód Modzelewski został niespodziewanie zatrzymany i jako obłożnie chory, umieszczony został w szpitalu. Był to skutek starań jego małżonki Euzebii Zborowskiej u pewnego polskiego pułkownika w służbie carskiej. W lipcu 1864 r. Modzelewski powrócił do swojego majątku w Bieniędzicach. Śmierć żony oraz kłopoty finansowe zmusiły go do wyjazdu do Gorlic, gdzie spędził resztę życia.

## Ważniejsze przekłady
G.Lengnich - Historia Prus Polskich
F.Skarbek - Dzieje Księstwa Warszawskiego
A.Busching - Opis Polski i Litwy